# جرج مارتین (هنرپیشه)
جرج مارتین (انگلیسی: George Martin؛ ۱۵ اوت ۱۹۲۹ – ۱ ژوئن ۲۰۱۰) بازیگر اهل ایالات متحده آمریکا بود.

## گزیده فیلمشناسی
از فیلم‌ها یا برنامه‌های تلویزیونی که وی در آن نقش داشته‌است می‌توان به آثار زیر اشاره کرد.
- جواز قتل (فیلم ۱۹۸۴) (۱۹۸۴)
- عاشق شدن (فیلم) (۱۹۸۴)
- رز ارغوانی قاهره (۱۹۸۵)
- مردی با یک کفش قرمز (۱۹۸۵)
- موشک جبل طارق (۱۹۸۸)
- عبور از دلنسی (۱۹۸۸)
- انجمن شاعران مرده (۱۹۸۹)
- بیداری‌ها (فیلم) (۱۹۹۰)
- جوان‌مرگ (۱۹۹۱)
- دیو (فیلم ۱۹۹۳) (۱۹۹۳)
- مرد بدون چهره (۱۹۹۳)
- لئون حرفه‌ای (۱۹۹۴)
- مسابقه تلویزیونی (۱۹۹۴)
- الکلی‌ها (۱۹۹۵)
- هم‌دست (۱۹۹۶)
- یک روز خوب (فیلم) (۱۹۹۶)